# Šurany
Šurany (bis 1927 slowakisch „Veľké Šurany“; ungarisch Nagysurány; deutsch Schuran) ist eine Stadt in der Südslowakei.

## Geographie

### Lage

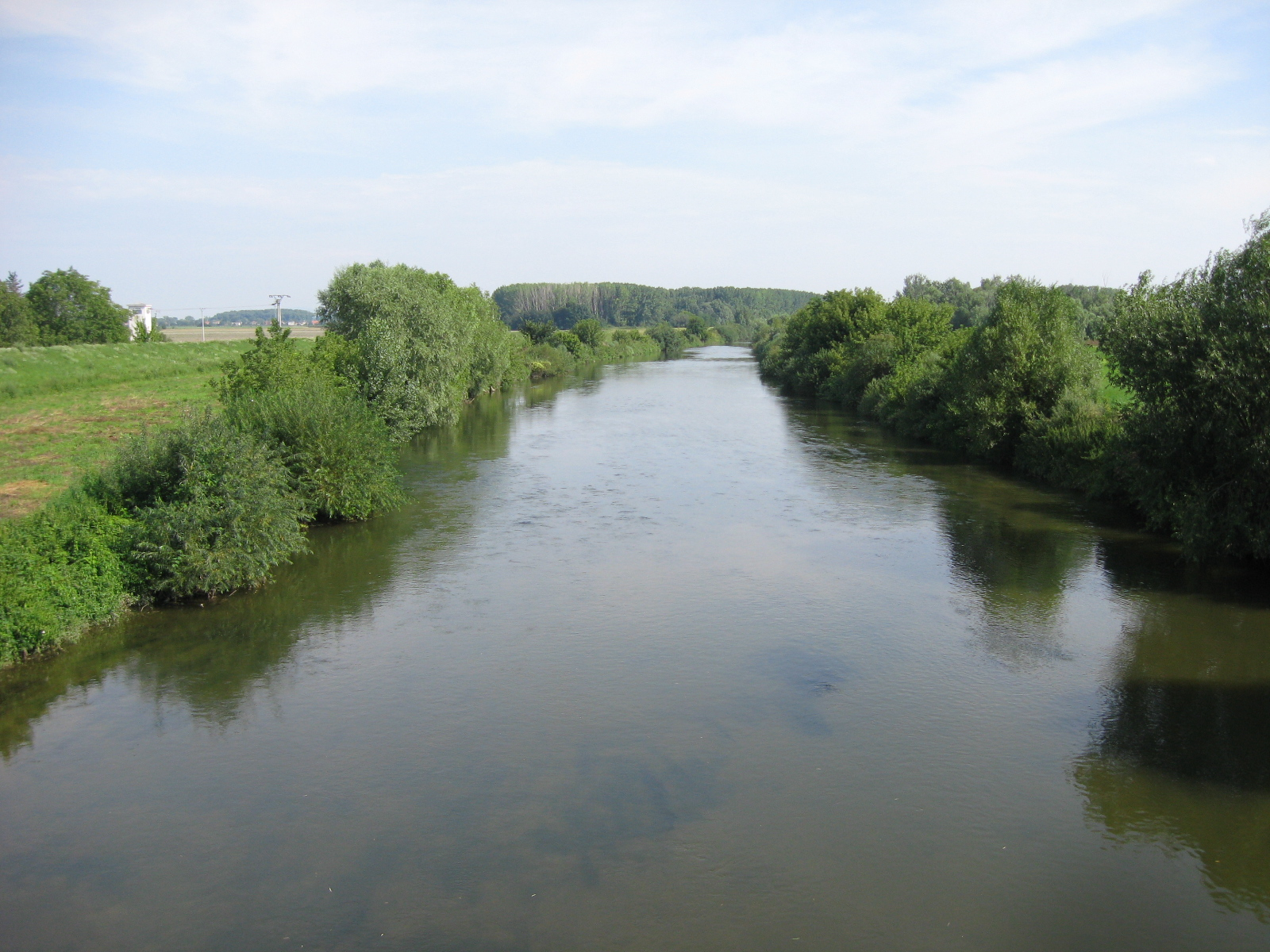
Der Neutra-Fluss

Die Stadt befindet sich etwa 10 km nördlich von Nové Zámky rechts des Flusses Neutra und links der kleinen Neutra auf einer Höhe von 120 m bis 125 m.
Die Nachbargemeinden sind im Norden Lipová, im Osten Úľany nad Žitavou, im Süden Bánov und im Westen Palárikovo (Obermarkt).

### Bevölkerung
| Jahr                | 1994   | 2004    | 2014    | 2024    |
| ------------------- | ------ | ------- | ------- | ------- |
| Anzahl der Personen | 10.504 | 10.426  | 10.055  | 9103    |
| Unterschied         |        | −0,74 % | −3,55 % | −9,46 % |

| Jahr                | 2023 | 2024    |
| ------------------- | ---- | ------- |
| Anzahl der Personen | 9238 | 9103    |
| Unterschied         |      | −1,46 % |

Nach den Ergebnissen der Volkszählung (2001) waren 97,3 % Slowaken, 0,8 % Madjaren, 0,6 % Tschechen und 0,3 % Roma und Sinti.
Die Mehrheit ist dabei römisch-katholisch mit 80 %, 14,8 % sind ohne Bekenntnis, 1,2 % evangelisch, weitere 3,3 % machten keine Angaben.

### Gliederung
Die Ortsteile Kostolný Sek und Nitriansky Hrádok wurden 1976 eingemeindet. Heute gibt es folgende Stadtteile:
- Centrum
- Nitriansky Hrádok
- Kostolný Sek
- Nový Svet
- Kopec
- Sídlisko MDŽ

## Geschichte
Sie wurde 1183 zum ersten Mal als villa Suran erwähnt und war von 1683 bis 1684 von den Türken besetzt. Nachdem 1725 die Burg geschleift wurde, erhielt die Stadt 1832 den Status einer königlichen Stadt mit Marktrechten.

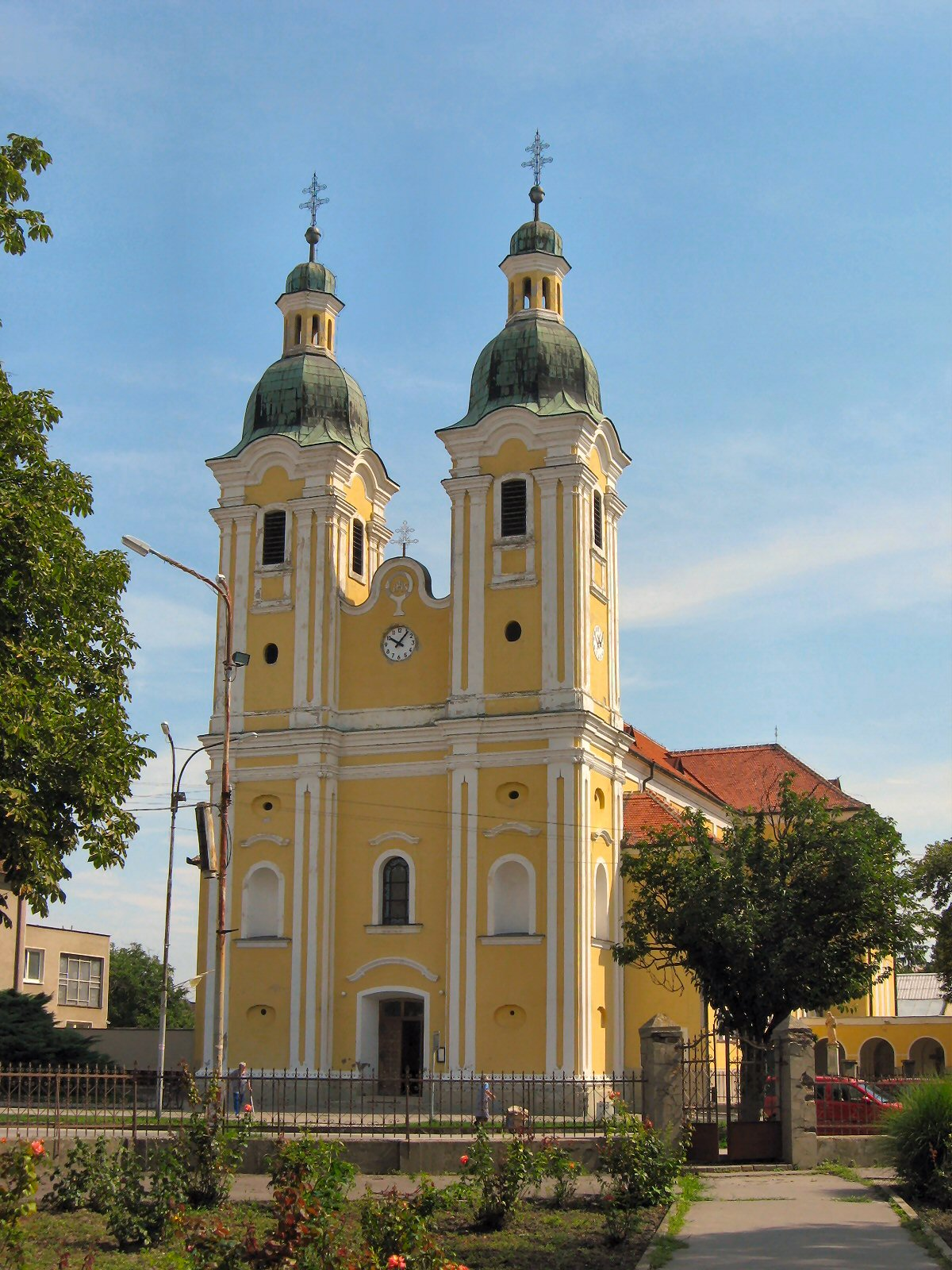
Kirche in der Stadt

Bis 1918 gehörte die Stadt zum Königreich Ungarn und kam dann zur neu entstandenen Tschechoslowakei. Durch den Ersten Wiener Schiedsspruch kam sie von 1938 bis 1945 kurzzeitig wieder zu Ungarn.
Von 1872 bis 1918 sowie von 1949 bis 1960 war sie auch Sitz einer Bezirksverwaltung.

### Bevölkerungsentwicklung
1910 gab es laut einer offiziellen Volkszählung 5.225 Einwohner, von denen 3.413 Slowaken, 1.626 Ungarn und 176 Deutsche waren. 2001 gaben von den nunmehr 10.491 Einwohnern 97,3 % an, Slowaken zu sein.

## Sehenswürdigkeiten
- katholische Kirche, dreischiffige, zweitürmige, ursprünglich barocke Anlage, zu Beginn des 20. Jahrhunderts weitgehend umgestaltet
- Kastell aus dem 20. Jahrhundert
- Kurie (18. Jahrhundert)
- Überreste der 1725 geschleiften Burg (Šuriansky hrad)
- Synagoge, erbaut 1916
- Kreisgrabenanlage Nitrianský Hrádok

## Verkehr
Die Stadt ist ein Eisenbahnknoten der Bahnstrecke Nové Zámky–Prievidza, Bahnstrecke Nové Zámky–Zvolen. Von hier verlaufen Strecken in Richtung Bratislava (Preßburg), Nové Zámky (Neuhäusel), Nitra (Neutra), Levice (Lewenz) und Zlaté Moravce (Goldmorawitz).
Durch den Ort führt die Straße 580 (Palárikovo-Kalna).

## Sport
- Badminton: BK Šurany
- Eishockey: HKM Šakal Šurany
- Fußball: ŠK Šurany, TJ Slovan Kostolný Sek, Šurany B Nitr. Hrádok

## Persönlichkeiten
- Zsófia Bosnyák (1609–1644), ungarische Edeldame
- Michal Matunák (1866–1932), Priester
- Theodor Johann Jaeger (1874–1943), Architekt
- Jozef Barmoš (* 1954), Fußballer

Vor Ort wirkten
- Ján Sokol (* 1933), Erzbischof

Im Ort bestattet
- Kurt Neifeind (1908–1944), Staatsbeamter